# فرقة عمل دولية معنية بالسيارات
The فرقة العمل الدولية المعنية بالسيارات (IATF) هي مجموعة من الشركات المصنعة للسيارات التي تهدف إلى توفير منتجات ذات جودة محسنة لعملاء السيارات في جميع أنحاء العالم.

## أهداف فرقة العمل الدولية المعنية بالسيارات
- تحقيق توافق في الآراء بشأن المتطلبات الدولية الأساسية لنظام الجودة، وذلك فيما يتعلق بشكل رئيسي بالموردين المباشرين لمواد الإنتاج وقطع المنتجات أو الخدمة أو الخدمات النهائية الخاصة بالشركات المشاركة (على سبيل المثال، المعالجة الحرارية والطلاء).
- وضع سياسات وإجراءات لمخطط تسجيل الجهات الخارخية الخاص بفرقة العمل الدولية المعنية بالسيارات لضمان الاتساق في جميع أنحاء العالم.
- توفير التدريب الملائم لدعم متطلبات الحصول على شهادة ISO/TS 16949 ومخطط التسجيل الخاص بفرقة العمل الدولية المعنية بالسيارات.
- إنشاء مكاتب اتصال رسمية مع الهيئات المناسبة لدعم أهداف فرقة العمل الدولية المعنية بالسيارات.

## أعضاء فرقة العمل الدولية المعنية بالسيارات
- ديلمر،
- كريسلر،
- فيات،
- شركة فورد موتور،
- جنرال موتورز (بما في ذلك أوبل فوكسهول موتورز)،
- بي إس إيه بيجو سيتروين،
- رينو،
- فولكسفاجن.